# Bolesław Koźlicki
Bolesław Koźlicki (ur. 20 lutego 1888 w Łanach Wielkich, zm. 6 października 1966 w Wolbromiu) – polski polityk, przedsiębiorca, poseł na Sejm Ustawodawczy.
Syn Józefa i Antoniny. Ukończył szkołę elementarną. Rolnik i młynarz w Łanach Wielkich. W lutym 1919 r., w wyborach do Sejmu Ustawodawczego, został wybrany posłem partii Polskie Stronnictwo Ludowe „Wyzwolenie”. Propagował nowe narzędzia i maszyny rolnicze. Doprowadził do elektryfikacji rodzinnej wsi i wspierał finansowo szkołę w Łanach Wielkich. Od 1936 prowadził w Wolbromiu młyn parowy i tartak, które w 1951 r. zostały skonfiskowane przez władze państwowe. W czasie II wojny światowej współpracował z Armią Krajową. Po wojnie był represjonowany.